# Xela Arias
Xela Arias Castaño (Sarria, Lugo, 4 de març de 1962 - Vigo, 2 de novembre de 2003) va ser una poetessa i traductora gallega a més d'editora i professora de gallec. Va estar vinculada a Edicions Xerais de Galicia.
Després de ser proposada en diverses ocasions, el 2020 la Real Academia Galega va acordar dedicar-li el Dia de les Lletres Gallegues de 2021. Va ser la cinquena dona homenatjada en 58 edicions.

## Trajectòria
Xela Arias va néixer a la família formada per l'escriptor Valentín Arias López i Amparo Castaño López. Tot i que el seu naixement es va dur a terme al sanatori Alonso-Pimentel de Lugo, els seus pares el van inscriure a Sarria i la seva filla va rebre el nom de Maria de los Ángeles. L'autora va canviar el seu nom pel de Maria dos Anxos el 1984, tot i que tothom la coneixia pel diminutiu Xela des dels sis anys. Finalment el 1995 va rebre l'autorització judicial per canviar el seu nom pel de Xela.
Xela Arias va ser criada en gallec i va estudiar a la Granxa de Barreiros, al Colexio Fingoi de Lugo entre els quatre i els set anys. El 1969 la família va deixar la ciutat lucense per mudar-se a Vigo perquè el pare havia estat destinat com a mestre de l'escola de Moledo,a la parròquia de Sàrdoma. Al seu nou destí l'escriptora va guanyar el seu primer premi literari per l'obra «A fraga dos paxaros e a fraga leopardicia». Estudiant COU va abandonar els seus estudis i va començar a treballar a Edicións Xerais de Galicia des del seu naixement el 1979, primer com a oficinista, després en creació i recerca i de 1990 a 1996 com a correctora d'estil i editora.
Des de 1980 va publicar a diversos diaris i revistes com ara A Nosa Terra, Diario 16 de Galicia, Faro de Vigo, Jornal de Notícias do Porto, Dorna, Tintimán, Carel o Katarsis. També va col·laborar amb publicacions com ara Festa da Palabra Silenciada, Luzes de Galiza o Boletín Galego de Literatura i va formar part del consell de redacció de Viceversa, revista galega de traducción.
A l'estiu de 1992 es va casa amb el fotògraf i matemàtic ourensà Xulio Gil (n. 1957) amb el qual va tenir el seu únic fill, Dario, l'any 1994. El 1992 el matrimoni es va separar.
Al curs 1999 - 2000 va començar a treballar com a professora d'educació secundària de gallec i castellà als instituts Terra de Xallas (Santa Comba), Paralaia (Moaña), Valle-Inclán (Pontevedra), Xelmírez II (Santiago de Compostel·la) i Valadares II (Vigo). Els anys següents va ser docent a Chapela (Redondela), A Sagriña (A Guarda) i a l'IES Álvaro Cunqueiro (Vigo).
El novembre de 2003 Xela Arias va morir amb quaranta-un anys d'edat a causa d'un atac de cor mentre estava hospitalitzada a Vigo.

## Obra

### Narrativa
- Non te amola!, publicat en 2021 amb 7 il·lustracions de Bea Gregores, Consello da Cultura Galega, ISBN 978-84-17802-30-1, edició no venal.[10]
- Non te amola!, publicat en 2021 amb il·lustracions de Luz Beloso, a la col·lecció Libros para Compartir de Galaxia, ISBN 978-84-9151-604-0.[11]

### Poesia
- Denuncia do equilibrio (1986). Edicións Xerais de Galicia. ISBN 84-7507-233-X.[12]
- Lili sen pistolas (1986). Obra inédita.[13]
- Tigres coma cabalos (1990). Xerais; con fotos de Xulio Gil. ISBN 84-7507-449-9.[14][15]
- Darío a diario (1996). Edicións Xerais de Galicia. ISBN 84-8302-080-7.
- Intempériome (xullo de 2003). Espiral Maior. ISBN 84-95625-70-9.
- Maldito lindo (obra inédita).[16]
- Xela Arias. Poesía reunida (1982-2004) (2018). Xerais. ISBN 978-84-9121-428-1.[17]

### Música
- Cancións (2021) amb Desertores. Xerais. ISBN 978-84-1110-038-0.[18] Pròleg de Teresa Cuíñas.
- Pino, Clara; Vidal, Pablo (2021). Xela. Conté els poemes Irás dirás virás, Non me conteño, Borracho, Teremos, terás e Trouxen augamel para agasallarte. Amb la col·laboració de la Xunta de Galicia, a través de Política Lingüística.[19]

### Traduccions

#### Del castellà
- (Cabalum): Caballum, de Carlos Oroza (1983).
- (El bosque animado): O bosque animado, de Wenceslao Fernández Flórez (1987, Xerais), ISBN 978-84-9914-021-6.
- (Los Corredoiras): Os Corredoiras, de Juan Farias (1990, SM), ISBN 84-348-3078-7.
- El ingenioso hidalgo don Quijote de la Mancha): O enxeñoso fidalgo don Quixote da Mancha, de Cervantes, amb Valentín Arias, Xosefa S. Fernández, A. Palacio Sánchez, Xavier Senín i Xesús Senín (1990, Xuntanza).
- A cantiga de amor, de Vicenç Beltran Pepió (1995, Xerais), ISBN 84-7507-943-1[20]
- Relatos, de Gloria Pampillo (2002, Biblioteca Virtual de Literatura Universal en Galego).

#### Del portuguès
- (Amor de Perdição): Amor de perdición, de Camilo Castelo Branco (1986, Xerais), ISBN 978-84-7507-236-4, Premio de Tradução Sociedade da Língua Portuguesa.[7]
- (O Gato Malhado e a Andorinha Sinhá): O Gato Gaiado e a Andoriña Señá: Unha Historia de Amor, de Jorge Amado (1986, Xerais), ISBN 84-7507-226-7
- (Rosa, Minha Irmã Rosa): Rosa, miña irmá Rosa, de Alice Vieira (1990, SM), ISBN 84-348-3120-1.
- (Caminhando sobre as águas): Camiñando sobre as augas, de José Viale Moutinho (1993, Xerais), ISBN 978-84-7507-733-8.

#### De l'anglès
- (Fabled Cities, Princes and Jinn from Arab Myths and Legends): Cidades fantásticas, príncipes e xinns da mitoloxía e as lendas árabes, de Khairat Al-Saleh, amb Valentín Arias (1986, Xerais), ISBN 84-7507-211-9.
- (The Witches): As bruxas, de Roald Dahl, amb Lidia Iglesias Izquierdo (1989, Xerais), ISBN 978-84-9782-499-6.
- (Dubliners): Dublineses, de James Joyce, amb Débora Ramonde i Rafael Ferradás (1990, Xerais).[21]
- (The Last of the Mohicans: A Narrative of 1757): O derradeiro dos mohicanos, de James Fenimore Cooper (1993, Xerais), ISBN 978-84-7507-768-0. Premi Ramón Cabanillas.
- Drácula, de Bram Stoker (2000, Xerais), ISBN 978-84-8302-469-0.
- (Black Venus): Venus Negra, d'Angela Carter, en col·laboració amb Xabier Muguerza Martínez (2001, Xerais), ISBN 978-84-8302-702-8.
- (Wide Sargasso Sea): Ancho mar de sargazos, de Jean Rhys, inconclusa.[22]

#### De l'italià
- (Favole al telefono): Contos ó teléfono, de Gianni Rodari (1986, Editorial Juventud), ISBN 84-261-2213-2.

#### Del neerlandès
- (Belledonne kamer 16: een dagboek uit het verzet) Belledonne, habitación 16, d'Auke de Vries (1990, SM), ISBN 978-84-348-0923-9.
- Els còmics de Franka, de Henk Kuijpers, amb María Xesús Lameiro (1990-1992, Xerais)[23]
- (Briefgeheim ): A carta en clave de Jan Terlouw (1995, SM), ISBN 84-348-4538-5.

#### Del francès
- (Le Spleen de Paris): O Spleen de París de Charles Baudelaire (Bivir), Premi de Traducció Plácido Castro 2004 (pòstum).

## Reconeixements

### Dia de les Lletres Gallegues
El 2014 va ser proposada per Ramón Lorenzo, Antón Santamarina i Xosé Fernández Ferreiro com a autora per homenatjar el Dia de les Lletres Gallegues de l'any 2015. Els altres candidats van ser Ricardo Carvalho Calero, Celestino Fernández de la Vega, Manuel María i Filgueira Valverde. Finalment va ser escollit aquest últim.
L'any següent, el 2015, va tornar a ser proposada pel Dia de les Lletres Gallegues de 2016 al costat de Carballo Calero i de Manuel María, que va ser l'escollit per la Real Academia Galega.
L'anunci de que el Dia de les Lletres Gallegues es dedicaria a Xela Arias es va fer al desembre de 2020 a causa de l'impacte de la pandèmia de la COVID-19. Aquest fet va ser valorat per alguns com una dificultat per a l'organització de la celebració. En consonància amb aquest homenatge el Colectiu Egeria va organitzar a Lugo l'exposició Aquela nena de Sarriai la Xunta de Galicia l'exposició itinerat Asinamos ser libres.
El grup musical A banda da Loba va fer-li un homenatge amb la publicació del disc Hasme oír, en el qual van posar música a alguns dels seus poemes.

### Dia de les Gallegues a les Lletres
El 2019 la plataforma A Sega li va dedicar el Dia de les Gallegues a les Lletres amb diversos actes al monte do Castro de Vigo, entre els quals un itinerari imaginari per la seva vida a càrrec de Susana Aríns.